# Каграманов, Расул Рустам оглы
Расул Рустам оглы Каграманов (азерб. Rəsul Rüstəm oğlu Qəhrəmanov; 20 апреля 1919, Байрамкоха, Нухинский уезд — ?) — советский азербайджанский рисовод, Герой Социалистического Труда (1949).

## Биография
Родился 20 апреля 1919 года в селе Байрамкоха Нухинского уезда Азербайджанской Демократической Республики (ныне Габалинский район).
Начал трудовую деятельность колхозником, с 1948 года звеньевой, с 1950 года бригадир, с 1952 года на различных должностях в колхозе имени Молотова Куткашенского района. В 1948 году получил урожай риса 92,5 центнеров с гектара на площади 5 гектаров.
Указом Президиума Верховного Совета СССР от 1 июля 1949 года за получение в 1948 году высоких урожаев риса Каграманову Расулу Рустам оглы присвоено звание Героя Социалистического Труда с вручением ордена Ленина и золотой медали «Серп и Молот».